# Fytoterapie

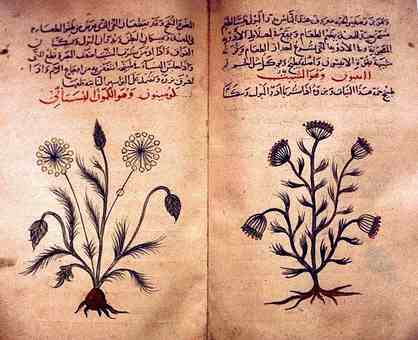
Popis využití kmínu a kopru v arabské herbální lékařské knize z roku 1334

Fytoterapie (z řeckých slov fyton, tj. rostlina a therapeuein, tj. pečovat, léčit) je činnost, v minulosti známá též jako bylinkářství, při které jsou k léčbě člověka využívány léčivé rostliny, tzn. především byliny (např. heřmánek, bazalka, meduňka); polokeře (např. mateřídouška, yzop, levandule); keře (např.borůvka, bez, jmelí); stromy (např. bříza, dub, lípa); dále též v omezené míře i houby a řasy, atd. Fytoterapie, u níž byly vědecky prokázány důkazy o účinnosti, nepatří do alternativní medicíny, ale je to druh vědecké medicíny. Osoba praktikující fytoterapii se označuje jako fytoterapeut, případně jako bylinkář. První doložená zmínka o využívání léčivých rostlin je z období 3000 př. n. l. ze sumerských hliněných tabulek. V posledních zhruba 20 letech dochází k nárůstu zájmu o fytoterapii a podle Světové zdravotnické organizace (WHO) je fytoterapie praktikována třikrát až čtyřikrát častěji než klasická medicína. Má ale i nežádoucí účinky jako je například hepatotoxicita, které často nejsou testovány.

## Historie

### Starověk
Nejstarší dochované zmínky o fytoterapii pocházejí ze Starověkého Egypta. Jedná se o lékařské papyry z doby 2800-2700 př. n. l. Přibližně ze stejné doby pochází rozsáhlý bylinář z Číny od císaře Šen Nona. V 10. století př. n. l. se bylinářstvím zabýval také židovský král Šalamoun, který si vedl herbář, do nějž měl zanést popis více než tří tisíc rostlin.
Ve Starověkém Řecku v letech 371-278 př. n .l. se bylinářstvím zabýval Aristotelův žák Theofrastos a své poznatky uveřejnil ve spisech Příčiny rostlinného růstu a Přírodopis rostlin,
ve kterých popsal rostliny používající se v lékařství. Další významnou postavou byl řecký lékař Dioscorides, který roku 50 nebo 70 n. l. vydal dílo De materia medica (O léčivech), které sloužilo běžným lidem jako příručka. Dílo se skládá ze čtyř knih: první pojednává o šťávách, mastech, balzámech a léčivých plodech, druhá o léčivech vyrobených z živočišných zdrojů, třetí a čtvrtá o léčivkách. Dílo obsahuje 580 druhů rostlin. O jeho obsahu víme z opisu, který byl pořízen roku 512 v Římě. Další exemplář se nachází ve Státní knihovně v Mnichově.
Pro období středověku byl nejvýznamnější osobou řecký lékař Galenos (2. st. n. l.),
jehož poznatky o nemocech a lécích byly po celé toto období využívány a zahrnuty do dobových herbářů a spisů o léčivých účincích rostlin.

### Středověk
Studium léčivých rostlin bylo ve středověku koncentrováno do klášterů, kde se jím zabývali především mniši. Výjimku tvořila bingenská abatyše Hildegarda (1098-1179), která je autorkou rozsáhlého herbáře a bylinkářských děl Liber simplicis medicine a Liber composite medicine. Poznatky čerpala jak z řeckých spisů, tak ze znalostí místního obyvatelstva. Její herbář byl taktéž používán po několik století.
Přesuneme-li se na východ, shledáme, že v 10. století n. l. zde žil významný učenec Ibn Siná (cca 980-1037) zvaný Avicenna. Jeho díla Canon medicinae (do latiny přeložen 1593) a Kitab aš-šifa (Kniha zrození) byly cennými zdroji poznatků z oborů lékařství a přírodních věd.

### Novověk
V 16. století lze nalézt několik osobností, které se významným způsobem zasloužily o rozvoj bylinkářství. Prvním z nich byl lékař a přírodovědec Theophrastus Bombastus von Hohenheim zvaný Paracelsus (1493-1541). Zasloužil se o zdokonalení výroby tehdejších léčiv a propagoval místní léčivky, které pro obyvatelstvo nebyly tak drahé jako byliny z exotických destinací. Paracelsovy poznatky byly uchovány v díle Herbarium.
Druhým byl italský lékař a přírodovědec Pietro Andrea Mattioli, který revidoval starověké Dioscoridovy spisy a na základě této revize vydal dílo vlastní. Toto dílo bylo roku 1562 vydané v českém překladu Tadeáše Hájka z Hájku.
Dalším významným přírodovědcem byl italský lékař Prosper Alpinus (1553-1617). Napsal díla De medicina Aegyptorium libri quattor (Čtyři knihy o egyptském lékařství, Benátky, 1591) a De plantia Aegypti liber (Knihy o egyptských rostlinách, 1592).
Nejstarším česky tištěným bylinářem je Knieha lékařská z roku 1517, jejímž autorem je český lékař Jan Černý. V českých zemích také vycházel od roku 1557 po 220 let známý Nový bylinář od Adama Lonicera.

## Sběr bylin

### Místo
Rostliny sbíráme v čistém prostředí vzdáleném minimálně 200 metrů od silničních komunikací. Dále nesbíráme podél železnic, prašných cest, na skládkách nebo v místech, kde mohou být používána umělá hnojiva nebo jiné chemikálie. Vyhnout bychom se měli místům čerstvě (ačkoli přírodně) pohnojeným a také přírodním rezervacím.

### Doba
Nadzemní části rostlin sbíráme nejlépe v poledne, kdy jsou v plném rozkvětu. Lze ale sbírat po opadnutí ranní rosy až do pozdního odpoledne. Nikdy nesbíráme za deště. Podzemní části sbíráme za vlhka, nejlépe zjara nebo na podzim, kvůli maximu uložených účinných látek. Pro nejlepší výsledky je dobré řídit se Kalendářem sběru rostlin.

### Další pravidla
- Při sběru šetříme přírodu. Odlamujeme/ trháme pouze ty části rostlin, které potřebujeme, a ne více než polovinu populace na jednom stanovišti.
- Jedovaté rostliny sbíráme a sušíme odděleně. Při manipulaci s nimi nemají být děti!
- Při sběru jedovatých rostlin nejíme, neotíráme si rukama ústa, nemneme si oči atd.
- Sbíráme jen zdravé, čisté a dobře vyvinuté rostliny.
- Sbíráme pouze rostliny, které bezpečně poznáme a které nejsou vzácné nebo chráněné.

## Sušení bylin
Byliny se suší na suchých, prosvětlených místech (nikoli na přímém slunci) rozprostřené na plachtě. Suší se tak dlouho, až se lehce lámou. Rychlým sušením na tepelném zdroji (topení, trouba apod.) se část účinných látek rychle ztrácí, používáme je pouze u masitých, obtížně sušitelných částí jako jsou kořeny, plody nebo květenství černého bezu.

## Ukládání bylin
Ukládáme každý druh zvlášť, tak aby nedošlo k jejich zvlhnutí a tím k jejich znehodnocení, nejlépe do tmavých skleněných lahví nebo do papírových sáčků. Přechováváme ve stínu a chladu, zpravidla ne déle než jeden rok – drogy dlouhým skladováním ztrácejí účinnost.